# 吴奇
吳奇（1955年3月17日—），男，籍贯安徽桐城，生于安徽芜湖，中国高分子物理化学家，香港中文大學化學講座教授，中國科學院院士，美國物理學會会士。

## 生平
1982年获中國科學技術大學理學士。1987年获美國紐約州立大學哲學博士。1987年至1989年任美國紐約州立大學博士後研究員。1989年至1992年德國巴斯夫（BASF）公司激光光散射實驗室主管。
1992年至1996年任香港中文大學講師。1996年至1999年任香港中文大學教授。1999年任香港中文大學化學講座教授。

## 奖项和荣誉

### 奖项
- 1982 獲郭沫若獎學金
- 1989 獲德國洪堡基金會洪堡研究奖
- 1997 獲香港求是基金會傑出青年學者獎
- 2000 獲香港裘槎基金會傑出研究獎
- 2002 獲中國科學院優秀研究生導師獎
- 2003 獲中國國家自然科學二等獎

### 荣誉
- 1996 獲國家傑出青年基金
- 1999 獲選美國物理學會會士（APS Fellow）

## 社会兼职
現任多個國內學術雜誌及國際期刊（Polymer，Langmuir及Macromolecules）的編委，Macromolecular Journals執行顧問委員會委員，《大分子》（Macromolecules）副主编。